# 秦嘉 (将领)
秦嘉，秦末民变领袖，自立為楚大司馬，後遭楚上柱國项梁击杀。

## 生平
秦二世元年（前209年），秦嘉和朱鸡石、董緤、郑布、丁疾等人起兵，围东海郡守庆于郯县（东海郡治，今山东省郯城县），响应陈胜起义。
秦朝少府章邯征伐张楚，武裝驪山修墓的囚犯，击败陳勝。秦嘉听说陈胜被秦兵击败，不知所終，在不明陈胜生死的情况下，秦嘉在彭城（今江苏徐州）自立为楚大司马，拥立楚國宗室景驹为“楚假王”（即代理楚王），後又稱楚王。景驹称王时，楚地人和齐地人都不知道陈胜死生和所在。
景驹派遣公孙庆出使齐王田儋，邀请田儋出兵和楚军一起击秦，田儋拒绝，并责难说：“我听说陳勝大王战败，不知他的死生，楚国怎么能不先陳請，自立景驹为楚王！”公孙庆反駁：“齊國立王，也沒向楚國陳請，為甚麼楚國立王要向齊國陳請呢？而且楚國是首先發難的諸侯國，應當號令天下。”田儋大怒，杀了公孙庆。四月，项梁向部下的軍官宣称：「陈胜大王首先發難，戰敗而行方不明，景驹、秦嘉背叛陈胜大王，大逆不道！」派军击败秦嘉，把秦嘉殺了，景驹流亡梁地而死。